# Sony Ericsson W910i
Le W910i est un téléphone mobile fabriqué par Sony Ericsson de type « Walkman ». Il est disponible sous six couleurs. Ce téléphone est visible dans Quantum of Solace, le 22e film de James Bond.

## Caractéristiques
- Fonction "Shake control" pour avancer/reculer la lecture de la musique en secouant le mobile.
- Tuner FM RDS
- Accéléromètre permettant le passage en mode paysage dans certains menus
- Prise en charge d'Adobe Flash Lite pour les menus et le fond d'écran.